# Please Come Home for Christmas
Please Come Home for Christmas (ibland även känd som sitt incipit Bells Will Be Ringing) är en jullåt, som släpptes 1960 på Charles Brown Sings Christmas Songs. Originalversionen framfördes av Charles Brown och låten är skriven av Brown samt Gene Redd. Flera artister har spelat in coverversioner av "Please Come Home for Christmas", däribland Eagles (1978), Jon Bon Jovi (1992) och The Offspring (2022).

## Coverversioner

### The Offspring
The Offspring släppte sin coverversion med titeln "Bells Will Be Ringing (Please Come Home for Christmas)" den 11 november 2022 via Concord Records. Detta är bandets andra officiella jullåt, efter "Christmas (Baby Please Come Home)" som släpptes den 4 november 2020. Dexter Holland har sagt att bandmedlemmarna i The Offspring alltid har älskat Browns version av låten och de ansåg att den var underskattad.

#### Låtlista
| Nr | Titel                                                  | Längd |
| -- | ------------------------------------------------------ | ----- |
| 1. | Bells Will Be Ringing (Please Come Home for Christmas) | 4:00  |
| 2. | Christmas (Baby Please Come Home)                      | 3:07  |